# Panesthia modiglianii
Panesthia modiglianii es una especie de cucaracha del género Panesthia, familia Blaberidae.

## Distribución
Esta especie se encuentra en Indonesia (Sumatra).